# Finn Dyrnesli
Finn Dyrnesli f. Dyrnesli Nielsen (3. september 1947 i Næstved – 27. december 2009) var en dansk journalist, forfatter, studievært og tv-tilrettelægger.
Dyrnesli var student fra Grenaa Gymnasium og studerede efterfølgende statskundskab ved Aarhus Universitet. Efter nogle år skiftede han dog til journalistikken og blev optaget på Danmarks Journalisthøjskole, hvorfra han dimitterede i 1977.
Som nyuddannet blev han ansat ved DR's Østjyllands Radio og kom i 1980 til TV Avisens redaktion i Århus. I 1985 blev han tilknyttet Provinsenheden, hvor de følgende år var vært på programmer som Bytinget og Bydysten. Finn Dyrnesli stod desuden bag hjemmevideo-succesen Det' ren kagemand, som han i starten selv var vært for, men senere stod for tilrettelæggelsen af. Han var også involveret i flere andre af stationens underholdnings- og forbrugerprogrammer. 
Han blev i 2002 afskediget som led i en større fyringsrunde i DR og gik freelance. I de senere år skrev han flere håndbøger om hus og have. Desuden var han en flittig revyforfatter, bl.a. har han skrevet til Århus Studenterrevy.